# Cyrillopsis
Cyrillopsis là một chi thực vật có hoa trong họ Ixonanthaceae.

## Loài
Chi Cyrillopsis gồm các loài: